# Steniodes suspensa
Steniodes suspensa là một loài bướm đêm trong họ Crambidae.